# Tadżykistan na Letnich Igrzyskach Olimpijskich 2016
Tadżykistan na Letnich Igrzyskach Olimpijskich 2016, które odbyły się w Rio de Janeiro reprezentowało 7 zawodników – 5 mężczyzn i 2 kobiety.
Był to szósty start reprezentacji Tadżykistanu na letnich igrzyskach olimpijskich.

## Zdobyte medale
| Medal | Zawodnik        | Dyscyplina    | Konkurencja | Rezultat | Data        |
| ----- | --------------- | ------------- | ----------- | -------- | ----------- |
| Złoto | Dilszod Nazarow | Lekkoatletyka | rzut młotem | 78,68 m  | 20 sierpnia |

## Reprezentanci

### Boks
Mężczyźni
| Zawodnik      | Konkurencja | 1/16             | 1/8              | Ćwierćfinał      | Półfinał         | Finał/BM         | Finał/BM |
| Zawodnik      | Konkurencja | Przeciwnik Wynik | Przeciwnik Wynik | Przeciwnik Wynik | Przeciwnik Wynik | Przeciwnik Wynik | Miejsce  |
| ------------- | ----------- | ---------------- | ---------------- | ---------------- | ---------------- | ---------------- | -------- |
| Anwar Junusow | waga lekka  | Shan W 3-0       | Conceição P TKO  | NQ               | NQ               | NQ               | NQ       |

### Judo
Mężczyźni
| Zawodnik                    | Konkurencja | 1/32             | 1/16                   | 1/8              | Ćwierćfinał      | Półfinał         | Repasaż          | Finał/BM         | Finał/BM |
| Zawodnik                    | Konkurencja | Przeciwnik Wynik | Przeciwnik Wynik       | Przeciwnik Wynik | Przeciwnik Wynik | Przeciwnik Wynik | Przeciwnik Wynik | Przeciwnik Wynik | Pozycja  |
| --------------------------- | ----------- | ---------------- | ---------------------- | ---------------- | ---------------- | ---------------- | ---------------- | ---------------- | -------- |
| Komronszoh Ustopirijon      | - 90 kg     | BYE              | Liparteliani P 000-100 | NQ               | NQ               | NQ               | NQ               | NQ               | NQ       |
| Muchamadmurod Abdurachmonow | + 100 kg    | —                | Mendoza P 000-100      | NQ               | NQ               | NQ               | NQ               | NQ               | NQ       |

### Lekkoatletyka
Mężczyźni
| Zawodnik        | Konkurencja | Kwalifikacje | Kwalifikacje | Finał | Finał   |
| Zawodnik        | Konkurencja | Wynik        | Miejsce      | Wynik | Miejsce |
| --------------- | ----------- | ------------ | ------------ | ----- | ------- |
| Dilszod Nazarow | rzut młotem | 76,39        | 3. q         | 78.68 | złoto   |

Kobiety
| Zawodniczka        | Konkurencja | Eliminacje | Eliminacje | Półfinał | Półfinał | Finał | Finał   |
| Zawodniczka        | Konkurencja | Wynik      | Miejsce    | Wynik    | Miejsce  | Wynik | Miejsce |
| ------------------ | ----------- | ---------- | ---------- | -------- | -------- | ----- | ------- |
| Kristina Pronżenko | 200 m       | 25,53      | 8.         | NQ       | NQ       | NQ    | NQ      |

### Pływanie
Mężczyźni
| Zawodnik       | Konkurencja          | Eliminacje | Eliminacje | Półfinał | Półfinał | Finał | Finał   |
| Zawodnik       | Konkurencja          | Czas       | Miejsce    | Czas     | Miejsce  | Czas  | Miejsce |
| -------------- | -------------------- | ---------- | ---------- | -------- | -------- | ----- | ------- |
| Olim Kurobonow | 50 m stylem dowolnym | 25,77      | 62.        | NQ       | NQ       | NQ    | NQ      |

Kobiety
| Zawodniczka        | Konkurencja          | Eliminacje | Eliminacje | Półfinał | Półfinał | Finał | Finał   |
| Zawodniczka        | Konkurencja          | Czas       | Miejsce    | Czas     | Miejsce  | Czas  | Miejsce |
| ------------------ | -------------------- | ---------- | ---------- | -------- | -------- | ----- | ------- |
| Anastasija Tjurina | 50 m stylem dowolnym | 31,15      | 73.        | NQ       | NQ       | NQ    | NQ      |